# Моос, Гортензия фон
Гортензия фон Моос (нем. Hortensia Gugelberg von Moos, 1659[…], Майенфельд, Граубюнден — 2 июля 1715, Майенфельд, Граубюнден) — швейцарская ученая, также известная как Гортензия фон Салис. У неё были обширные познания во многих предметах, таких как, например, теология и медицина, но она известна своими трудами о статусе женщин, а также считается выдающейся фигурой швейцарского женского движения.

## Биография
Гортензия была старшим ребёнком в семье Рив, Губерт фон Сали и его жена Урсулы фон Сали. Родом Гортензия фон Моос из швейцарской коммуны Майенфельд. В начале своего пути девочка обучалась у репетитора, позже она продолжила свое образование путем самообучения.
Гортензия, в процессе своего обучения, особенно увлечённо изучала естествознание и медицину. Её дом был местом встреч в Майенфельде для образованных людей, она переписывалась с учеными из разных университетов и факультетов, в частности Иоганном Генрих Хайдеггер и Иоганном Якоб Шойхцер.
Она успешно практиковала естественную медицину, и пациенты приезжали издалека, чтобы обратиться к ней за лечением. Также согласно некоторым данным известно, что она была одной из первых женщин, проводивших вскрытие после смерти слуги
Опубликованы под псевдонимом «Аристократическая леди», произведения Гортензии фон Моос, часто изучали религиозные вопросы и задавали одинаковое право на свободу и равенство в сфере разума как мужчинам, так и женщинам.

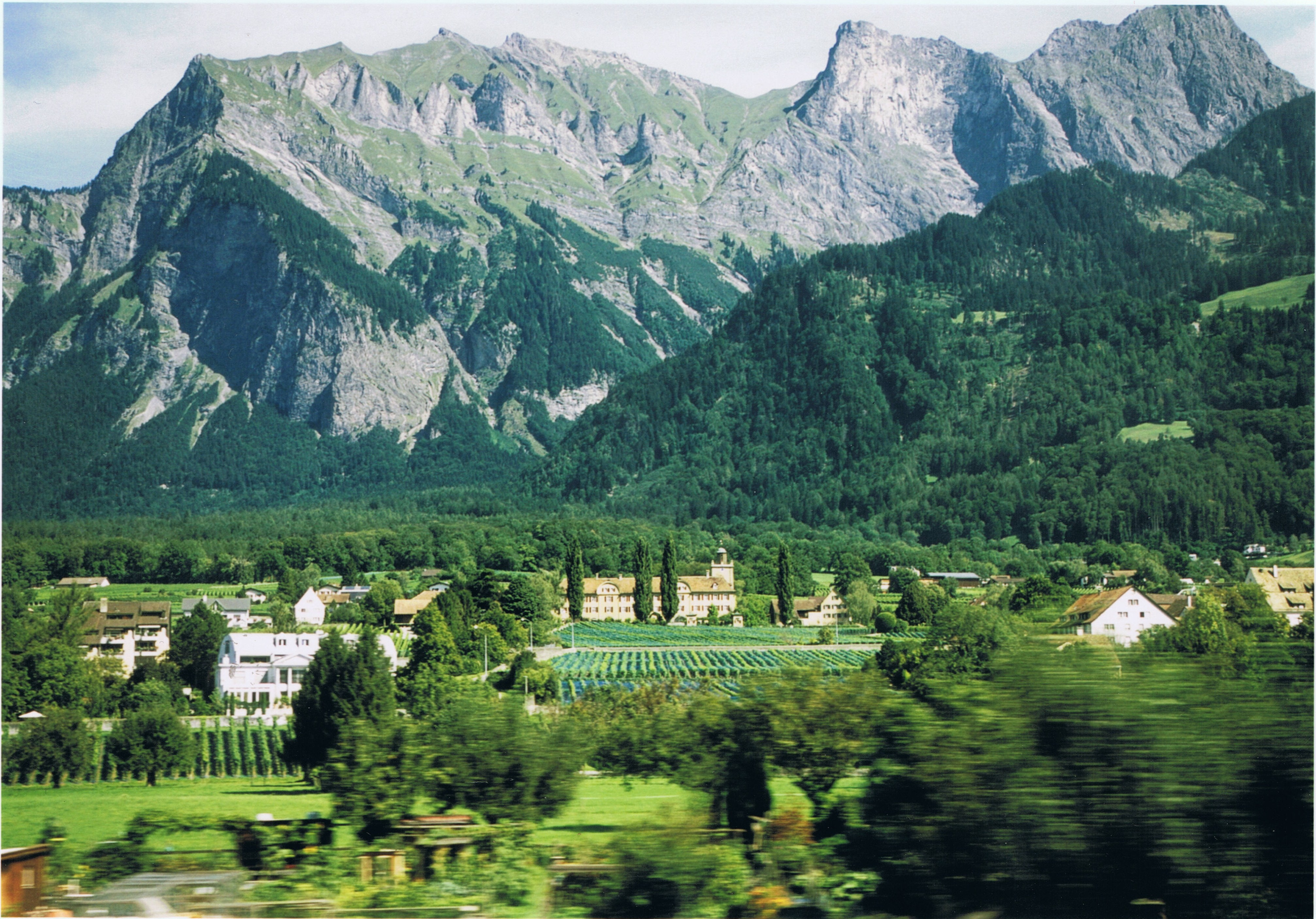
Вид на Майенфельд с юга (2009 г.)

В 1682 году она вышла замуж за Рудольфа Гугельберга фон Мооса. Их дети умерли молодыми, а её муж погиб около 1692 года в битве на службе Франции.
Гортензия Гугельберг фон Моос умерла в Майенфельде в возрасте 56 лет.

## Работы
- Г-н Видмер, ред., Glaubens-Rechenschafft, ConversationsGespräche, Gebät, Архив 2003 г. — AFAM, Maienfeld Печатные источники.
- Г-н Анози, Leichenpredigt für Hortensia von Salis, 1715.
- Л. фон Планта, Бюнднер Портретс, 1979.
- К. Нотигер-Штрам «Гортензия фон Гугельберг» в Schritte Offene ins, 21, 1991, № 4, 9-13.